# Margrit Kennedy
Margrit Kennedy (21 de noviembre de 1939 en Chemnitz − 28 de diciembre de 2013 en Steyerberg) fue una arquitecta y escritora alemana de tendencia ecologista y anticapitalista. Se consideraba una partidaria de la libre economía.
Se formó profesionalmente como arquitecta en Darmstadt y trabajó como planificadora urbana y ecologista en Alemania, Nigeria, Escocia y Estados Unidos. Se doctoró sobre asuntos públicos e internacionales en Pittsburgh, Pennsylvania. Del 1972 al 1979 dirigió proyectos de investigación relativos al tema "escuelas como centros comunitarios" para el "Instituto de Construcción de Escuelas de los Länder" (Berlín), para la OECD y para la UNESCO en 15 países de Europa, Norteamérica y Sudamérica. Del 1979 al 1984 dirigió el área de investigación de ecología/energía y proyectos feministas en el ámbito de la Exposición Internacional de la Construcción en Berlín de 1987. En los años siguientes fue catedrática visitante de ecología urbana en la Universidad de Kassel. En 1991 fue nombrada catedrática de la Facultad de Arquitectura de la Universidad de Hannover, donde dirigió hasta 2002 el departamento de "Ampliación técnica y construcción economizadora de recursos". Su trabajo en proyectos ecológicos "la llevó a comprender que la aplicación generalizada de principios ecológicos se ve obstaculizada por un fallo fundamental en el sistema dinerario". Desde los años 1980 trabajó en el desarrollo de sistemas dinerarios alternativos, publicando artículos y libros y dando entrevistas y conferencias sobre temas monetarios.
Junto a un grupo de personas comprometidas, Margrit Kennedy montó una red para la realización de Monedas Complementarias regionales. También participó activamente en la planificación y construcción de Lebensgarten, un proyecto piloto ecológico de 150 habitantes en la localidad alemana de Steyerberg. Fundó junto a otras personas a finales de 2011 la iniciativa "Occupy Money".

## Obras en español
- Kennedy, Margrit (1978).  UNESCO, ed. Edificios y locales para uso escolar y comunitario: cinco estudios monográficos (1ª edición). París. ISBN 92-3-301441-X. Archivado desde el original el 15 de mayo de 2012. Consultado el 7 de marzo de 2012.
- Alexander, Christopher; Bell, J. E.; Berman, E. et al. (1978).  Kennedy, Margrit; Kennedy, Declan, eds. La ciudad interior (1ª edición). Barcelona: Editorial Gustavo Gili S.A. ISBN 84-252-0740-1. Archivado desde el original el 15 de julio de 2014. Consultado el 7 de marzo de 2012.
- Kennedy, Margrit (1998).  Miguel Lambré y Helga Heineken, ed. Dinero sin inflación ni tasas de interés (1ª edición). Buenos Aires: Editorial Vitae. ISBN 50-9681-69-5 |isbn= incorrecto (ayuda). Archivado desde el original el 9 de mayo de 2012. Consultado el 7 de marzo de 2012.
- Litaer, Bernard; Kennedy, Margrit (2010). Monedas regionales (1ª edición). España: La Hidra de Lerna Ediciones. ISBN 978-84-613-8599-7. Archivado desde el original el 15 de julio de 2014. Consultado el 7 de marzo de 2012.